# Далай-лама II
Гендун Гьяцо (мирское имя — Йонтен Пунцог; 1475—1542) — второй Далай-лама.

## Биография
Родился недалеко от Шигадзе в области Цанг в центральном Тибете. Его отец, Кунга Гьялцен (1432—1481) был лама-нгакпа линии Ньингма, известным тантрическим мастером.
Легенда гласит, что как только научившись говорить, он рассказал своим родителям, что его зовут Пема (Падма) Дордже (имя при рождении Гендун Дуба (1391—1474)) и что его отец был Лобсанг Дакпа. Когда ему было четыре года, он сказал своим родителям, что хотел бы жить в монастыре Ташилунпо (рядом с Шигадзе, основан в 1447 году Гендун Дубом), чтобы быть со своими монахами.
Таким образом, Йонтен Пунцог был объявлен реинкарнацией Гендун Дуба, по некоторым источникам в четыре года, по другим — в восемь. В 1486 году в возрасте десяти лет он получил начальные обеты от Панчен Лунриг Гьяцо. В одиннадцать лет Гендун Гьяцо получил престол в монастыре Ташилунпо, как реинкарнация Гендун Дуба. Он оставался в Ташилунпо до 16—17 лет, но затем был вынужден покинуть монастырь и отправился в Лхасу, чтобы учиться в монастыре Дрепунг.
Гендун Гьяцо стал известным учёным и мистическим поэтом, много путешествовал, чтобы расширить влияние Гелугпа, и стал настоятелем Дрепунга, крупнейшего монастыря школы Гелуг, который с этого времени стал тесно связан с Далай-ламами. Согласно Сумба-Хамбо, великому историку Гелуг, он также изучил некоторые учения школы Ньингма.
В 1509 году Гендун Гьяцо отправился в южный Тибет и основал монастырь Чойхоргьял недалеко от озера Лхамола-цо, около 115 км северо-восточнее Цзэтана, на высоте 4500 м.
В 1512 году Гендун Гьяцо в возрасте тридцати шести лет стал настоятелем монастыря Ташилунпо. 
В 1517 году он стал настоятелем монастыря Дрепунг.
В 1518 году Гендун Гьяцо возродил Монлам Ченмо школы Гелуг, праздник Великой молитвы, объединяющий монахов Трёх великих монастырей Гелуг (Сэра, Дрепунг и Ганден). В 1525 году он стал настоятелем монастыря Сэра.
Гендун Гьяцо умер в глубокой медитации в возрасте 67 лет в 1542 году. Титул Далай-ламы присвоен ему посмертно после того, как Сонам Гьяцо в 1578 году впервые получил этот титул от монгольского Алтан-хана.